# Хау Жианг (провинция)
Хау Жианг (на виетнамски: Hậu Giang) (буквално: Задна река) е виетнамска провинция разположена в регион Донг Банг Сонг Ку Лонг. На север граничи с провинция Вин Лонг, на юг с провинциите Киен Жианг и Бак Лиеу, на запад със самостоятелната градска община Кан Тхо, а на изток с провинция Сок Чанг. Населението е 774 600 жители (по приблизителна оценка за юли 2017 г.).
През 1975 г. е създадена провинция Кан Тхо, която включва територията на сегашната провинция Хау Жианг. Столицата на провинцията тогава е град Кан Тхо. През 2004 град Кан Тхо и околностите му са отделени и обявени за община на централно управление, а останалата част от провинцията е обявена за новата провинция Хау Жианг.

## Административно деление
Провинция Хау Жианг се състои от един самостоятелен град-административен център Ви Тхан, две самостоятелни градчета Нга Бай и Тан Хиеп и от пет окръга:
- Тяу Тхан
- Тяу Тхан А
- Лонг Ми
- Фунг Хиеп
- Ви Тхуй